# 사라 다냉트
사라 델핀 엘레노르 다냉트(프랑스어: Sarah Delphine Éléonore Daninthe, 1980년 6월 25일~)는 프랑스의 펜싱 선수로 주 종목은 에페이다. 2004년 하계 올림픽 여자 에페 단체전 동메달을 획득했으며 세계 선수권 대회에서 금메달 2개를 획득했다.